# Orfeo (Moreau)
Orfeo (o Joven tracia llevando la cabeza de Orfeo) es un cuadro del pintor Gustave Moreau, realizado en 1865, que se encuentra en el Museo de Orsay de París, Francia.

## El tema
Según el poeta Ovidio, el héroe tracio Orfeo muere a manos de las mujeres de esa región de la antigua Grecia. 
Tras su regreso de los infiernos tras intentar rescatar sin éxito a su esposa Eurídice, Orfeo se separa durante años del trato con las mujeres; ellas, sintiéndose insultadas y presas de los celos, acaban descuartizando al héroe.
Algunas versiones narran que su cabeza continuó cantando aunque estaba separada de su cuerpo.                         

## Descripción de la obra

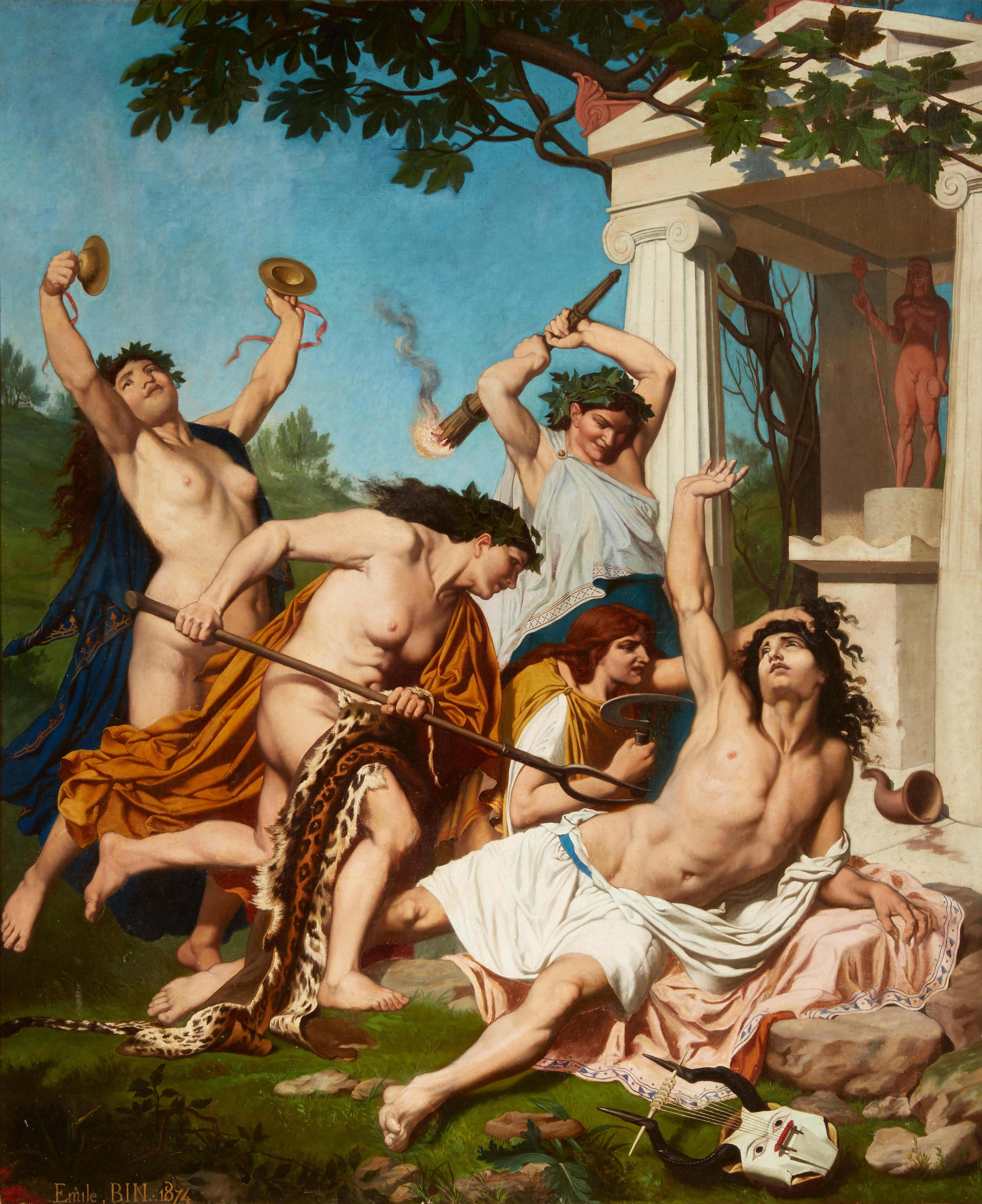
La muerte de Orfeo, 1874, Émile Jean Baptiste Philippe Bin.

En la obra, la cabeza y la lira de Orfeo son llevadas por una joven de Tracia de aspecto melancólico y con mirada enamorada y no, como en otras representaciones por la corriente del mar o de un arroyo. En un onírico paisaje, muy propio de la pintura simbolista, la cabeza de Orfeo descansa sobre la lira integrándose casi en ella. En los rostros de los protagonistas hay dulzura y calma, transmitiendo una sensación de paz, en oposición al horror del desmembramiento del poeta por las Ménades.